# Compétition de vol à voile de la Rhön

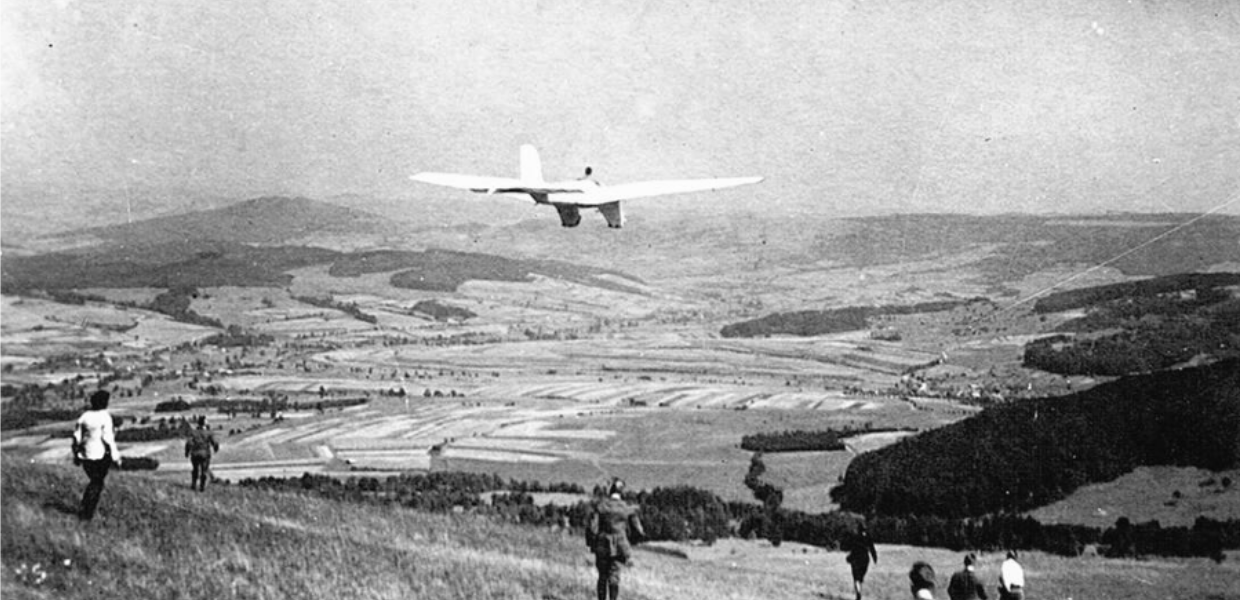
Le FVA-2 « Blaue Maus » au concours de vol à voile de Rhön de 1921

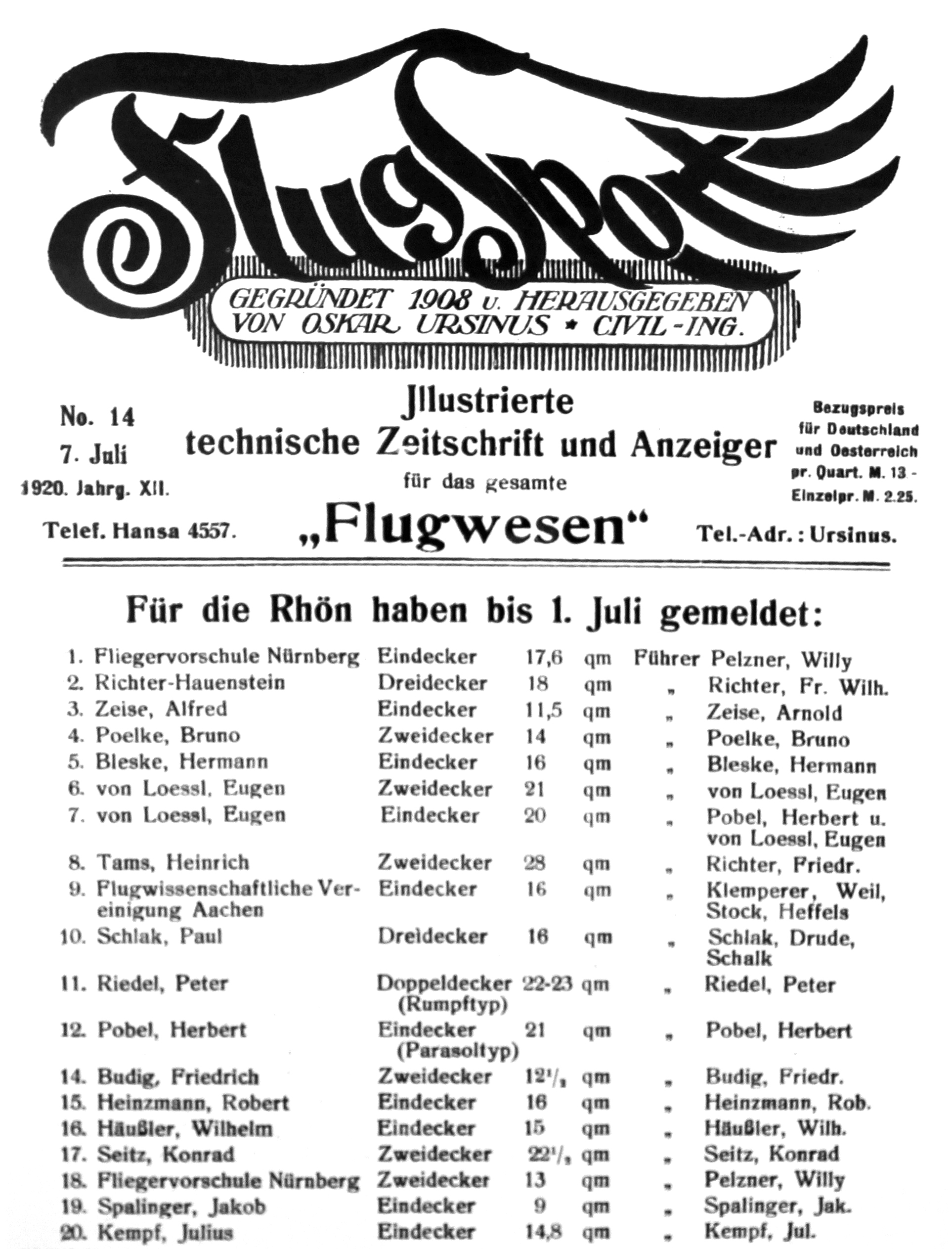
Liste d'engagement pour le Rhön 1920 dans l'aviation.

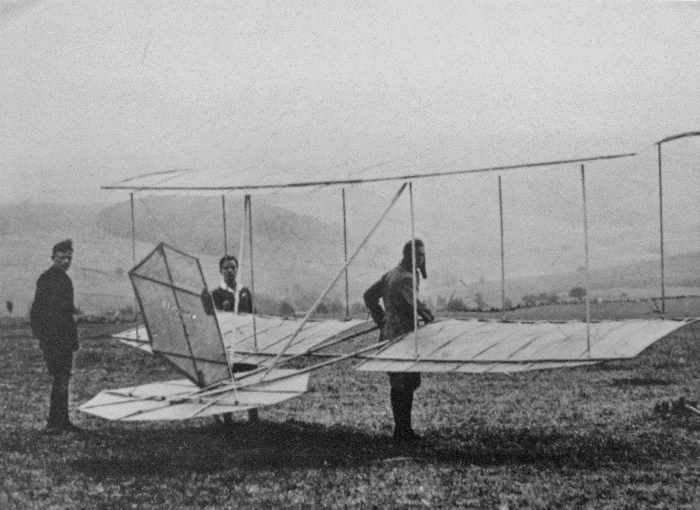
Willy Pelzner en 1920 avec son planeur à deux ponts

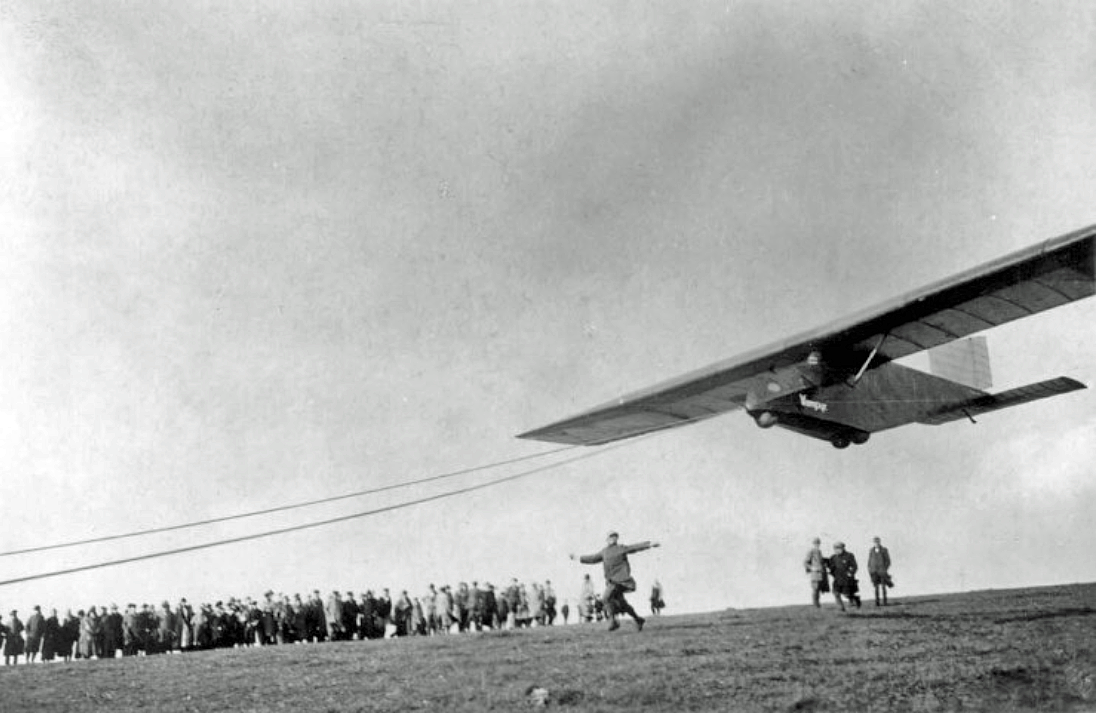
Un départ du Vampyr au concours de la Rhön en 1922

La compétition de vol à voile de la Rhön (en allemand : Rhön-Segelflugwettbewerb) est un événement annuel de sports aériens qui s'est déroulé sur la Wasserkuppe dans la Rhön de 1920 à 1939. Dans le cadre de cette série d'événements, les concepteurs, constructeurs et pilotes d'avions participants ont transformé le vol plané en vol à voile moderne.

## Appel d'offres et mise en œuvre
L'appel à l'initiative pour la première compétition du 15 juillet au 31 août 1920 a lieu le 24 mars 1920 dans le numéro no 6/7 du magazine Flugsport (de) du Flugtechnischer Verein Dresden (de), qui dirigeait en 1920 l'Association des clubs allemands de modélisme et de vol à voile (Verband Deutscher Modell- und Gleitflugvereine). Les objectifs de l'événement étaient "l'évaluation parfaite, professionnelle et comparable des performances de vol à voile", la "pratique rationnelle du sport de vol à voile et des études de vol à voile" et "la solution au problème de vol à voile". Lors du premier événement, Oskar Ursinus (de) était responsable de la gestion organisationnelle du vol à voile de la Rhön.
L'initiative a été soutenue par la Reichsamt für Luft- und Kraftfahrwesen (de) (l'Office du Reich pour l'aviation et les véhicules automobiles), qui a également fourni un financement de base de 10 000 Mark. D'autres d'entreprises, d'associations et de particuliers (par exemple Karl Kotzenberg (de) ) ont pris en charge les frais d'organisation et les prix annoncés.
En 1920, des prix ont été annoncés pour la plus grande distance de vol réalisée et la plus longue durée de vol. L'utilisation de l'angle de plané ou bien plutôt du taux de descente le plus faible devait être recherché comme mesure de valeur. Une mesure d'évaluation appropriée pour le vol à voile, l'altitude de vol atteinte au-dessus du lieu de départ, ne pouvait pas être mesurée correctement en 1920. Par conséquent, le temps mis par le planeur pour rester dans les airs sans perte d'altitude servait de mesure.
Lors des événements ultérieurs, les prix annoncés ont été davantage différenciés. Ils comprenaient par exemple « le temps de vol le plus long » sur un vol, le temps de vol total le plus long sur différents vols, la « vitesse moyenne de chute la plus faible », la distance de vol la plus longue et les prix offerts par le jury. L'industrie de l'aviation a offert une incitation spéciale en 1922 avec un prix élevé de 100 000 Mark pour un vol  plané de 40 minutes avec retour au site de lancement suivi d'un vol de distance de 5 km en ligne droite.
En août 1924, à l'initiative d'Oskar Ursinus et de Karl Kotzenberg, est fondé l'aéroclub de la Rhön-Rossitten Gesellschaft, qui se veut un trait d'union entre l'aviation et la recherche et le développement aéronautiques. À partir de 1934, l'Association allemande des sports aériens a repris la compétition et à partir de 1938, le Nationalsozialistisches Fliegerkorps.
Après le 20e Concours de la Rhön en 1939, les concours de la Rhön prennent fin à cause de la Seconde Guerre mondiale. Après la guerre, le vol à voile fut à nouveau autorisé à partir de 1951, mais le terrain de la Rhön n'était plus idéal pour le vol à voile en raison de sa proximité avec la frontière intérieure allemande. À cela s'ajoute le progrès du lancement, qui était maintenant devenu possible depuis n'importe où avec le lancement au treuil (de) ou par remorquage (de). Les championnats allemands de vol à voile en tant que réunion de suivi des compétitions de Rhön n'étaient plus liés à un lieu spécifique.

## Performances de vol réalisées dans les compétitions de Rhön
| Année | Description                                                                                | performance       | Avion              | Conception        | Pilote           | Propriétaire                   | Remarques                                |
| ----- | ------------------------------------------------------------------------------------------ | ----------------- | ------------------ | ----------------- | ---------------- | ------------------------------ | ---------------------------------------- |
| 1920  | plus grande distance de vol atteinte                                                       | 1,83 km           | FVA-1              | Kármán, Klemperer | Klemperer        | FVA                            | Introduction du lancement à l'élastique  |
| 1920  | durée de vol la plus longue                                                                | 0:02:22 h         | FVA-1              | Kármán, Klemperer | Klemperer        | FVA                            |                                          |
| 1920  | Plus grande distance de vol atteinte (planeur contrôlé par le poids)                       | 500 m             | Pelzner Zweidecker | Pelzner           | Pelzner          | Fliegervorschule Nürnberg      |                                          |
| 1921  | plus grand temps de vol total                                                              |                   | Pelzner Zweidecker | Pelzner           | Pelzner          | Pelzner                        |                                          |
| 1921  | durée de vol la plus longue (le 30 août 1921, après la fin de la compétition)              | 0:13:03 h         | FVA-2              | Klemperer         | Klemperer        | FVA                            |                                          |
| 1921  | plus longue distance de vol réalisée (le 30 août 1921, après la fin de la compétition)     | 5,0 km            | FVA-2              | Klemperer         | Klemperer        | FVA                            |                                          |
| 1921  | durée de vol la plus longue (le 5 septembre 1921, après la fin de la compétition)          | 0:15:40 h         | Vampyr             | Madelung          | Martens          | Akaflieg Hannover              | Record du monde d'endurance en vol plané |
| 1921  | plus longue distance de vol réalisée (le 5 septembre 1921, après la fin de la compétition) | 7,5 km            | Vampyr             | Madelung          | Martens          | Akaflieg Hannover              | Record du monde de distance en vol plané |
| 1922  | Prix de l'industrie (planeur au site de lancement suivi d'un vol de fond)                  | 9,0 km, 1:06:00 h | Vampyr             | Madelung          | Martens          | Akaflieg Hannover              |                                          |
| 1922  | Vol continu                                                                                | 3:06:00 h         | Vampyr             | Madelung          | Hentzen          | Akaflieg Hannover              |                                          |
| 1922  | Record d'altitude                                                                          | 350 m             | Vampyr             | Madelung          | Hentzen          | Akaflieg Hannover              |                                          |
| 1923  | Record d'altitude                                                                          | 310 m             | S 14               | Messerschmitt     | Hackmack         |                                |                                          |
| 1924  | Streckenflug                                                                               | 12 km             | D-9 Konsul         | Botsch, Spies     | Fuchs            | Akaflieg Darmstadt             |                                          |
| 1925  | Prix de distance                                                                           | 21,0 km           | D-9 Konsul         | Botsch, Spies     | Nehring          | Akaflieg Darmstadt             |                                          |
| 1926  | Prix de distance                                                                           | 55,2 km           | Kegel Eigenbau     | Kegel             | Kegel            | Kegel                          | Vol dans les nuages                      |
| 1927  | Prix de distance                                                                           | 51,8 km           | D-17 Darmstadt     | Völker            | Nehring          | Akaflieg Darmstadt             | [ 10 ]                                   |
| 1928  | Vol continu                                                                                | 7:54:00 h         | Rhöngeist          | Lippisch          | Kronfeld         |                                |                                          |
| 1928  | Prix de distance                                                                           | 71,2 km           | D-17 Darmstadt     | Völker            | Nehring          | Akaflieg Darmstadt             |                                          |
| 1928  | Bonus record d'altitude                                                                    | 775 m             | Albert             |                   | E. Dittmar       |                                |                                          |
| 1929  | Prix de distance                                                                           | 150 km            | Wien               | Lippisch          | Kronfeld         |                                |                                          |
| 1929  | Fernzielflugpreis                                                                          | 10,1 km           | Lore               | Laubenthal        | Hirth            | Hirth                          |                                          |
| 1930  | Prix de distance                                                                           | 161 km            | Wien               | Lippisch          | Kronfeld         |                                |                                          |
| 1930  | Fernzielflugpreis                                                                          | 14,5 km           | Wien               | Lippisch          | Kronfeld         |                                |                                          |
| 1931  | 1. Prix de distance                                                                        | 220 km            | Fafnir             | Lippisch          | Groenhoff        |                                |                                          |
| 1931  | 2. Prix de distance                                                                        | 192 km            | Musterle           | Laubenthal        | Hirth            |                                |                                          |
| 1932  | Prix de distance                                                                           | 155 km            | Musterle           | Laubenthal        | Hirth            |                                |                                          |
| 1932  | Höhenforschungspreis                                                                       | 2185 m            | Pommernland        | Testaflieg e.V.   | Mayer            | Testaflieg e.V.                |                                          |
| 1933  | 1. Prix de distance                                                                        | 176 km            | Moazagotl          | Hirth             | Hirth            | Segelflugschule Hornberg       |                                          |
| 1933  | 2. Prix de distance                                                                        | 164 km            | Fafnir             | Lippisch          | Riedel           |                                |                                          |
| 1933  | Fernzielflug                                                                               |                   | Condor             | H. Dittmar        | Dittmar          | Dittmar                        |                                          |
| 1934  | Prix de distance                                                                           | über 300 km       | Sao Paulo          | Dittmar           | Dittmar          |                                |                                          |
| 1934  | Prix de distance                                                                           | über 300 km       | Moazagotl          | Hirth             | Hirth            | Segelflugschule Hornberg       |                                          |
| 1935  | Le plus gros score, le vol le plus éloigné                                                 | 502 km            | Rhönadler          | Jacobs            | Oeltzschner      | Luftsport-Landesgruppe Dresden |                                          |
| 1936  | Le plus gros score, le vol le plus éloigné                                                 | 252 km            | Atalante           | Scheibe           | Kurt Schmidt     | Kurt Schmidt                   | Vol jusqu'à Trèves.                      |
| 1937  | Meilleur score                                                                             | 5954,5 Pkt.       | Mü 10              | Scheibe           | Karch/Zimmermann | DVL                            |                                          |
| 1938  | Meilleur score                                                                             | 3855,9 Pkt.       | Reiher I           | Jacobs            | Späte            | DFS                            |                                          |
| 1939  | Meilleur score                                                                             | 2550 Pkt.         | Reiher III         | Jacobs            | Kraft            | DFS                            |                                          |

## Accidents
- 9 août 1920 : la machine de Eugen v. Loessl casse sa gouverne de profondeur gauche en vol. Il perd le contrôle et meurt dans le crash[25].
- 14 août 1921 : Les ailes extérieures de l'aile volante Weltensegler (de) de Willy Leusch commencent à flotter pendant le virage. La machine tombe au sol en spirale et Willy Leusch meurt.
- 30 août 1923 : le Erfurter Eindecker de Max Standfuss casse les ailes à cause d'une "forte rafale" , l'engin tombe "d'environ 30 m de hauteur". Max Standfuss est secouru blessé et succombe à ses blessures à l'hôpital[26].
- 23 juillet 1932 : Günther Groenhoff tombe lors du 13 Compétition Rhön sous le Pferdskopf (de) avec le DFS Fafnir (de) et meurt.
- 1er août 1935 : Rudolf Oeltzschner a un accident mortel avec son Rhönadler (1932) remorqué par un véhicule à moteur. Il est sur le chemin du retour de son record du monde longue distance de 504 km, qu'il met en place le 31 juillet 1935 lors du 16e concours de la Rhön.